# Phytomyza sphondylii
Phytomyza sphondylii este o specie de muște din genul Phytomyza, familia Agromyzidae, descrisă de Robineau-desvoidy în anul 1851. Conform Catalogue of Life specia Phytomyza sphondylii nu are subspecii cunoscute.